# Father of the Pride
Father of the Pride és una sèrie de televisió estatunidenca creada per Jeffrey Katzenberg i emesa originalment el 2004 per la cadena NBC en format HDTV.

## Repartiment
- John Goodman - Larry
- Cheryl Hines - Kate
- Danielle Harris - Sierra
- Daryl Sabara - Hunter
- Carl Reiner - Sarmoti
- Orlando Jones - Snack
- Julian Holloway - Siegfried Fischbacher
- David Herman - Roy Horn
- John O'Hurley - Blake
- Wendie Malick - Victoria